# Distrito electoral A (Nebraska)
El distrito electoral A (en inglés: Precinct A) es un distrito electoral ubicado en el condado de Seward en el estado estadounidense de Nebraska. En el Censo de 2010 tenía una población de 325 habitantes y una densidad poblacional de 3,5 personas por km².

## Geografía
El distrito electoral A se encuentra ubicado en las coordenadas 40°59′59″N 96°57′44″O / 40.99972, -96.96222. Según la Oficina del Censo de los Estados Unidos, el distrito electoral A tiene una superficie total de 92.87 km², de la cual 91.61 km² corresponden a tierra firme y (1.36%) 1.26 km² es agua.

## Demografía
Según el censo de 2010, había 325 personas residiendo en el distrito electoral A. La densidad de población era de 3,5 hab./km². De los 325 habitantes, el distrito electoral A estaba compuesto por el 98.15% blancos, el 0.92% eran amerindios, el 0.62% eran asiáticos y el 0.31% pertenecían a dos o más razas.